# Arnold Esich
Arnold Esich auch Arnd(t) Esick (* 1501 in Bremen; † 8. August 1547 in Bremen) war ein Bremer Ratsherr und Bremer Bürgermeister.

## Biografie

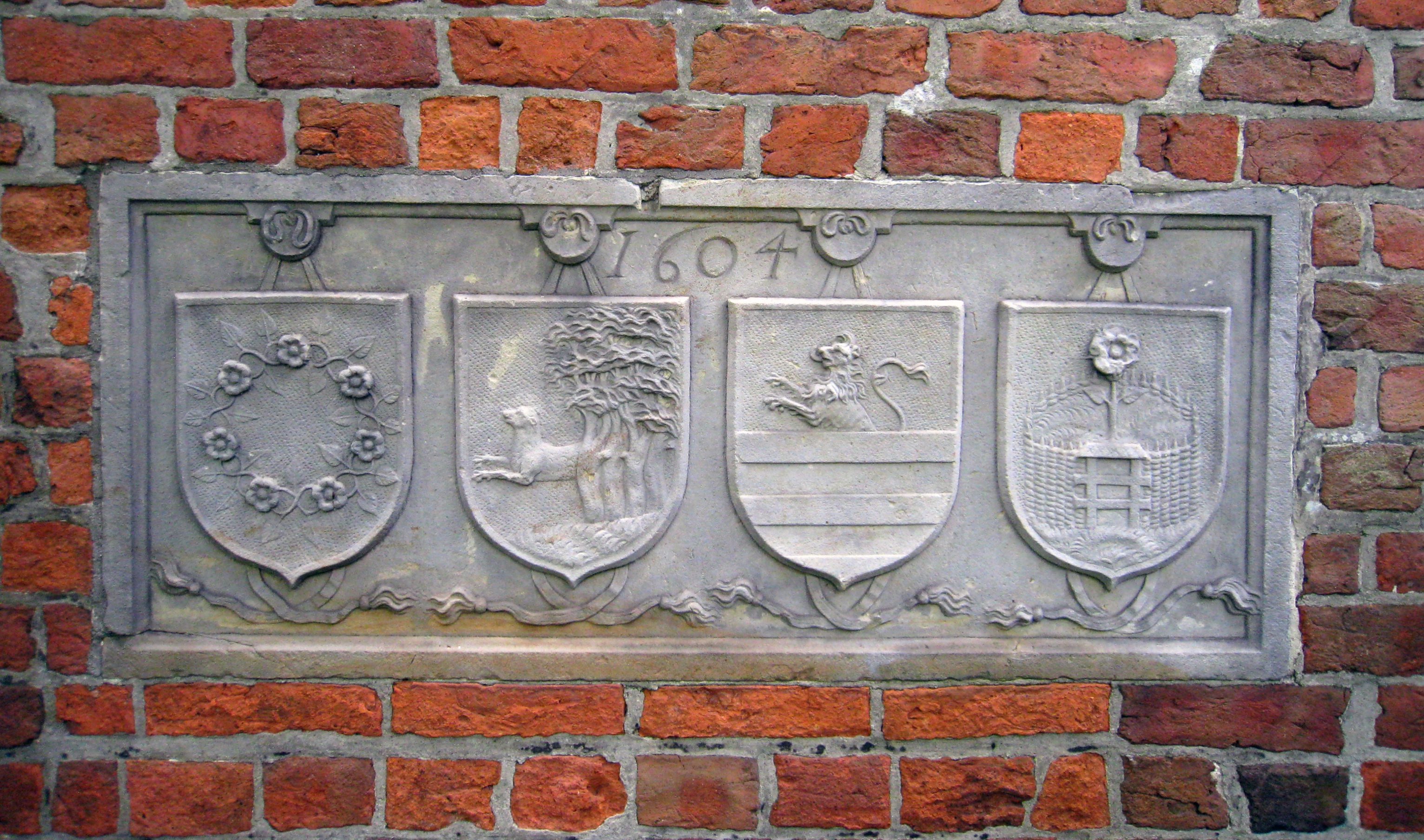
Reliefstein an der Alten Kirche (Ole Kark) in Blumenthal; links: Wappen der Familie Esich

Esich war der Sohn von Ratsherr Henrich Esich (1475–1533) und von Wommele (Wommelia) Kind. Aus der Familie Esich stammen eine Reihe von Bremer Ratsherren und Bürgermeistern und auch das Bremer Essighaus (auch Esich-Haus) von 1618 wurde nach der Familie benannt. 
 
Er war seit 1533 Bremer Ratsherr und seit 1539 Bremer Bürgermeister, wie nach ihm sein Bruder Elert Esich.

Kaiser Karl V. lud 1540 die Vertreter der alten und der neuen Lehre zu Religionsgesprächen in der Reichsstadt Hagenau ein. Esich sowie die beiden Ratsherren Johann Havemann und Heinrich Trupe waren die bremischen Vertreter beim Vorbereitungstreffen der evangelischen Partei in Schmalkalden.
Verheiratet war er mit Elisabeth Esich, geb. Laue oder Löwen (* 1505), und mit Elisabeth Esich, geb. Vinklis. Ihre Tochter war Tibbeke Esich (1527–1567). Sein Sohn war der Kaufmann Johann (IX.) Esich (?).